# Acanthopleura vaillantii
Acanthopleura vaillantii is een keverslakkensoort uit de familie van de Chitonidae. De wetenschappelijke naam van de soort is voor het eerst geldig gepubliceerd in 1882 door Rochebrune.